# 米夏埃利游泳馆
米夏埃利游泳馆（Michaelibad）是慕尼黑最大的休闲游泳馆。米夏埃利游泳馆位于新佩拉赫区的海因里希·威兰大街（Heinrich-Wieland-Straße），毗邻慕尼黑东公园。附近有同名地铁站米夏埃利游泳馆站。

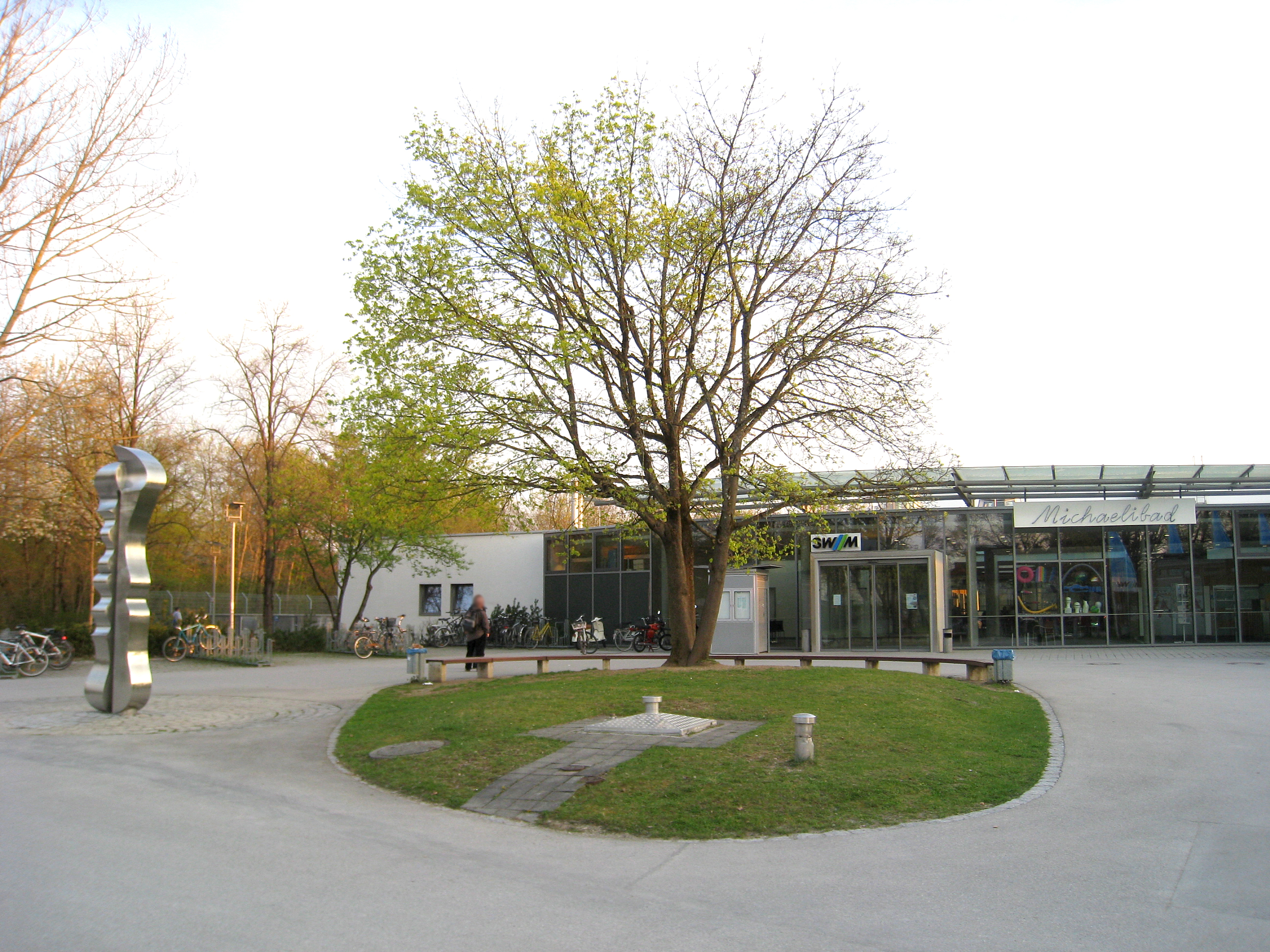
米夏埃利游泳馆入口处